# Fiala

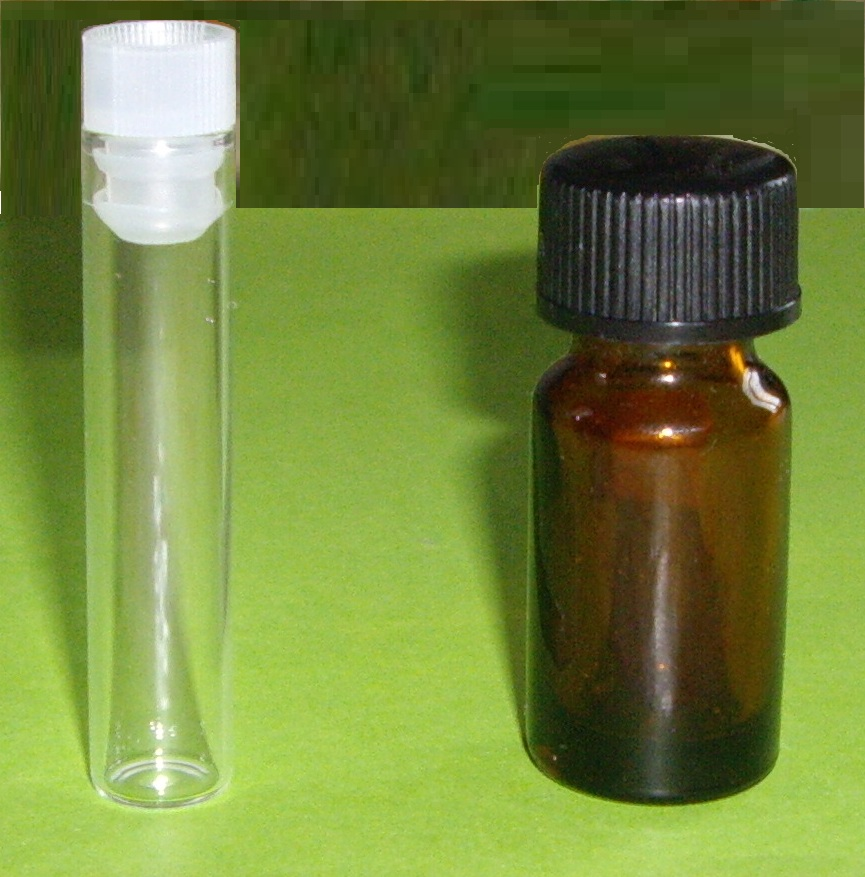
Esempi di fiale

La fiala è un piccolo recipiente, in vetro o in plastica, spesso utilizzato per contenere sostanze medicinali in forma liquida, di polvere o di capsula; può tuttavia essere utilizzata per tenere profumi, benzina e altro. Solitamente è di forma cilindrica, con il collo allungato e strozzato alla base.
Il termine deriva dal greco antico ϕιάλη, phiăla,, che identifica un contenitore largo e piatto.